# Norwich (Connecticut)
Norwich je město ve státě Connecticut ve Spojených státech amerických. V roce 2010 zde žilo 40 493 obyvatel. S celkovou rozlohou 76,4 km² byla hustota zalidnění 499 obyvatel na km².
Narodila se zde druhá manželka prezidenta USA Theodora Roosevelta Edith Rooseveltová.